# Promachus felinus
Promachus felinus là một loài ruồi trong họ Asilidae. Promachus felinus được Wulp miêu tả năm 1872. Loài này phân bố ở miền Ấn Độ - Mã Lai.